# Virginia Madsen
Virginia Gayle Madsen (ur. 11 września 1961 w Chicago) – amerykańska aktorka i producentka filmowa i telewizyjna. We wczesnych latach 80. była zaliczana do najbardziej obiecujących młodych gwiazd Hollywood.

## Życiorys

### Wczesne lata
Urodziła się w Chicago w Illinois jako córka Elaine Loretty Madsen (z domu Melson), scenarzystki, poetki i producentki, i Cala Madsena, emerytowanego strażaka. Jej matka miała korzenie irlandzkie, angielskie, szkockie i niemieckie, a ojciec był pochodzenia duńskiego. Starszy brat Michael (1957–2025) został także aktorem. Była spowinowacona z aktorkami – Cher, Pat Delaney i Anjelica Huston. Jej dziadkowie ze strony ojca – Soren i Anna Marie Madsenowie wyemigrowali z Danii we wczesnych latach XX wieku.
W 1979 ukończyła New Trier High School w Winnetka, w stanie Illinois. Zainteresowana sztuką aktorską, uczęszczała do Ted Liss Acting Studio w Chicago oraz Harand Camp Adult Theater Seminar w Elkhart Lake, w stanie Wisconsin.

### Kariera
Mając 19 lat, zadebiutowała na kinowym ekranie w komedii Klasa (Class, 1983). Drugim filmem z jej udziałem była komedia romantyczna dla młodzieży Elektryczne sny (Electric Dreams, 1984). Kiedy David Lynch zobaczył podrzucone na jego biurko jej zdjęcie, natychmiast zdecydował obsadzić ją w roli księżniczki Irulan w swoim filmie sci-fi Diuna (1984), który utorował jej drogę do kariery.
Przez lata postrzegana była jako odtwórczyni ról drugoplanowych w filmach klasy B. Stworzyła wizerunek skazitelnej dziewczyny z Południa, błądzącej i nieczułej w dramacie kryminalnym Dennisa Hoppera Gorące miejsce (The Hot Spot, 1990) z Jennifer Connelly i Donem Johnsonem. Zagrała rolę Diksie DeLaughter w Duchy Missisipi (Ghosts of Mississippi, 1996) u boku Aleca Baldwina, Jamesa Woodsa i Whoopi Goldberg oraz postać Louise Marcus w filmie Nieśmiertelny 2 (Highlander II: The Quickening, 1991) u boku Seana Connery’ego i Christophera Lamberta. Za rolę studentki socjologii uniwersytetu w Chicago, zbierającej materiały do pracy magisterskiej na temat jednego z synów czarnoskórego niewolnika, który pod postacią ducha, z hakiem zamiast ręki, nawiedza pewien budynek mieszkalny w dzielnicy tryskającej przestępczością w horrorze Candyman (1992), otrzymała nagrodę Saturna w kategorii najlepsza aktorka.
Kreacja Mayi w melodramacie Bezdroża (Sideways, 2004) przyniosła jej nagrody krytyków w Nowym Jorku, San Francisco, Seattle, Los Angeles, Dallas, Bostonie, Toronto, Vancouverze i Chicago, Independent Spirit Award, National Society of Film Critics Award, Broadcast Film Critics Association Award, Chlotrudis Award i nominację do Oscara i Złotego Globu.

## Życie prywatne
Jej przyjacielem i partnerem był aktor Bill Campbell (1981–1989). Spotykała się także z muzykiem Dweezilem Zappą (1986), synem gitarzysty Franka Zappy. Następnie w październiku 1989 wyszła za mąż za aktora Danny’ego Hustona, z którym się rozstała po czterech latach, w 1992.
Kiedy w 1993 zaszła w ciążę z młodszym o ponad dziesięć lat ówczesnym partnerem aktorem włoskiego pochodzenia Antonio Sabato Jr., którego poznała na planie serialu Ziemia 2 (Earth 2) i spotkała się w latach 1993–1998, przerwała na pewien czas pracę. Dopiero gdy syn Jack Antonio (ur. 6 sierpnia 1994) zaczął uczęszczać do przedszkola, rozważała powrót do aktorstwa. Dowiedział się o tym Francis Ford Coppola i zaprosił ją na zdjęcia próbne do ekranizacji dreszczowca Zaklinacz deszczu (The Rainmaker, 1997) jako Jackie Lemancyzk z Mattem Damonem w roli głównej. Związana była także z aktorem Nickiem Holmesem (2011).

## Filmografia

### Filmy
- 1983: Klasa (Class) jako Lisa
- 1984: Elektryczne sny (Electric Dreams) jako Madeline Robistat
- 1984: Diuna jako księżniczka Irulana
- 1985: Stwórca (Creator) jako Barbara Spencer
- 1986: Ogień z ogniem (Fire with Fire) jako Lisa Taylor
- 1986: Dzisiejsze dziewczyny (Modern Girls) jako Kelly
- 1987: Morderczy korowód (Slam Dance) jako Yolanda Caldwell
- 1987: Szkoła Zombie (Zombie High) jako Andrea Miller
- 1988: Pan North (Mr. North) jako Sally Boffin
- 1988: Koń mądrzejszy od jeźdzca (Hot to Trot) jako Allison Rowe
- 1989: Zderzeni z życiem (Heart of Dixie) jako Delia June Curry
- 1990: Życie na gorąco (The Hot Spot) jako Dolly Harshaw
- 1991: Colette (Becoming Colette) jako Polaire Sorel
- 1991: Nieśmiertelny 2 (Highlander II: The Quickening) jako Louise Marcus
- 1992: Candyman jako Helen Lyle
- 1994: Obserwator (Caroline at Midnight) jako Susan Prince
- 1994: Niebieski tygrys (Blue Tiger) jako Gina Hayes
- 1995: Armia Boga (The Prophecy) jako Katherine
- 1996: Just Your Luck jako Kim
- 1997: Duchy Missisipi (Ghosts of Mississippi) jako Dixie DeLaughter
- 1998: Ballad of the Nightingale jako Mo Lewis
- 1998: Zaklinacz deszczu (The Rainmaker) jako Jackie Lemanczyk
- 1999: Osaczeni (Ambushed) jako Lucy Monroe
- 1999: The Florentine jako Molly
- 1999: Nawiedzony (The Haunting ) jako Jane Lance
- 2000: W przyczajeniu (Lying in Wait) jako Vera Miller
- 2000: After Sex jako Traci
- 2001: Świadectwo prawdy (Full Disclosure) jako Brenda Hopkins
- 2001: Cena za życie (Crossfire Trail, TV) jako Anne Rodney
- 2001: W cieniu legendy (Almost Salinas) jako Clare
- 2002: American Gun jako Penny Tillman
- 2003: Nikt nic nie wie (Nobody Knows Anything!) jako Prison Lawyer
- 2003: Pokusa (Tempted) jako Emma Burke
- 2004: Bezdroża (Sideways) jako Maya Randall
- 2005: Scooby Doo na tropie Mumii (Scooby-Doo! in Where’s My Mummy?) jako Kleopatra (głos)
- 2006: Stuart Malutki 3: Trochę natury (Stuart Little 3: Call of the Wild) jako Bestia (głos)
- 2006: Firewall jako Beth Stanfield
- 2006: Ostatnia audycja (A Prairie Home Companion) jako niebezpieczna kobieta
- 2007: Ranczer w kosmosie (The Astronaut Farmer) jako Audrey „Audie” Farmer
- 2007: Numer 23 (The Number 23) jako Agatha Sparrow / Fabrizia
- 2007: Efekt uboczny (Ripple Effect) jako Sherry
- 2007: Cutlass jako Robin
- 2007: Being Michael Madsen jako Virginia Madsen
- 2008: Pamięć z odzysku (Diminished Capacity) jako Charlotte
- 2009: Udręczeni (The Haunting in Connecticut) jako Sara Campbell
- 2009: Wonder Woman jako królowa Hippolyta (głos)
- 2009: Amelia Earhart (Amelia) jako Dorothy Binney
- 2010: Father of Invention jako Lorraine King
- 2011: Dziewczyna w czerwonej pelerynie (Red Riding Hood) jako Suzette
- 2012: Magiczne lato (The Magic of Belle Isle) jako Charlotte O’Neil
- 2013: Ostatni strażnicy (The Last Keepers) jako Abigail Carver
- 2013: Weteranki koszykówki (The Hot Flashes) jako Clementine Winks
- 2013: Crazy Kind of Love jako Augusta Iris
- 2014: All the Wilderness jako Abigail Charm
- 2015: Dead Rising: Watchtower jako Maggie
- 2015: Burning Bodhi jako Naomi
- 2015: Walter jako Karen Benjamin
- 2015: Joy jako Terry Mangano
- 2019: Swamp Thing jako Maria Sunderland
- 2022: Egzorcyzmy siostry Ann (Prey for the Devil) jako dr Peters